# Андреас Том
Андреас Том (нім. Andreas Thom, нар. 7 вересня 1965, Рюдерсдорф) — німецький футболіст, що грав на позиції нападника, зокрема за клуби «Динамо» (Берлін) та «Баєр 04», а також за збірні НДР та об'єднаної Німеччини.
По завершенні ігрової кар'єри — тренер.

## Клубна кар'єра
Народився 7 вересня 1965 року в місті Рюдерсдорф. Вихованець футбольної школи клубу «Динамо» (Берлін). Дорослу футбольну кар'єру розпочав 1983 року в основній команді того ж клубу, в якій провів сім сезонів, взявши участь у 158 матчах чемпіонату.  Більшість часу, проведеного у складі берлінського «Динамо», був основним гравцем атакувальної ланки команди. У складі берлінського «Динамо» був одним з головних бомбардирів команди, маючи середню результативність на рівні 0,49 гола за гру першості. У 1984—1988 роках п'ять разів поспіль ставав чемпіоном НДР.
Згодом у 1990–1995 роках грав за «Баєр 04», де також здебільшого виходив на поле в основному складі команди. За цей час додав до переліку своїх трофеїв титул володаря Кубка Німеччини.
У 1995—1998 роках грав у Шотлпндії, де захищав кольори «Селтіка». За цей час додав до переліку своїх трофеїв титул чемпіона Шотландії, ставав володарем Кубка шотландської ліги.
Завершив ігрову кар'єру в берлінській «Герті», за яку виступав протягом 1998—2001 років. У складі цієї команди ще одного разу став володарем Кубка Німеччини.

## Виступи за збірні
1984 року дебютував в офіційних матчах у складі національної збірної НДР, за яку провів 51 гру, забивши 16 голів.
Згодом у 1990–1994 роках провів 10 матчів за збірну об'єднаної Німеччини і забив два голи. У складі цієї команди був учасником чемпіонату Європи 1992 року у Швеції, де разом з командою здобув «срібло».

## Кар'єра тренера
Завершивши ігрову кар'єру, залашився у футболі, перейшовши на тренерську роботу. Працював у тренерському штабі берлінської «Герти», а протягом частини 2003 року виконував обов'язки головного тренера команди.

## Титули і досягнення

### Командні
- Чемпіон НДР (5):

«Динамо» (Берлін): 1983-1984, 1984-1985, 1985-1986, 1986-1987, 1987-1988
- Володар Кубка НДР (2):

«Динамо» (Берлін): 1987-1988, 1988-1989
- Володар Суперкубка НДР (1):

«Динамо» (Берлін): 1989
- Володар Кубка Німеччини (2):

«Баєр 04»: 1992-1993
«Герта»: 2000-2001
- Чемпіон Шотландії (1):

«Селтік»: 1997-1998
- Володар Кубка шотландської ліги (1):

«Селтік»: 1997-1998
Збірні
- Віце-чемпіон Європи: 1992

### Особисті
- Найкращий бомбардир Оберліги НДР: 1987-1988
- Найкращий бомбардир Кубка НДР: 1988